# 犁溝木紋龜
犁溝木紋龜（學名：Rhinoclemmys areolata） 是木紋龜屬下的一種龜，發現於尤卡坦半島及附近地區。